# Roždestvenskie vstreči (1991)
Roždestvenskie vstreči (in russo Рождественские встречи?, ital. Incontri di Natale) è una raccolta della cantante russa Alla Pugačëva e di diversi cantanti e gruppi musicali che hanno partecipato al programma televisivo Roždestvenskie vstreči nel 1990, pubblicata nel 1991 dalla Russkij Disk.

## Tracce
Disco 1
1. Arkadij Ukupnik – Fiesta (Vacanza) – 3:11 (Arkadij Ukupnik, Kirill Krastoševskij)
2. A-Studio – Byl moj son (Ho fatto un sogno) – 3:59 (Baýğalï Serkebayev, Erkeş Şäkeyev)
3. Vladimir Presnjakov junior – Strannik (Vagabondo) – 4:22 (Vladimir Presnjakov junior, Il'ja Reznik)
4. Larisa Dolina – Var'ete poterjannych serdec (Varietà di cuori perduti) – 4:21 (Igor' Kornelevič, Anatolij Matvejčuk)
5. Sergej Čelobanov e H-Band – Udača (Fortuna) – 4:49 (Sergej Čelobanov, Vasilij Artjuškov)
6. Aleksandr Kal'janov – Za kordon (All'estero) – 3:46 (Igor' Krutoj, Sergej Romanov)
7. Aleksandr Ivanov, Vladimir Presnjakov junior – Ja budu pomnit' (Mi ricorderò) – 5:34 (Aleksandr Ivanov)
8. Ruslan Gorobec – Violetta – 2:34 (Ruslan Gorobec, Artur Chačaturov)

Durata totale: 32:36
Disco 2
1. Alla Pugačëva – Spasibo (Grazie) – 4:30 (Alla Pugačëva, Boris Vachnjuk)
2. Alla Pugačëva – Moja sud'ba (Il mio destino) – 3:30 (Aleksandr Bujnov, Larisa Rubal'skaja)
3. Alla Pugačëva – Anna Karenina – 5:00 (Alla Pugačëva, Igor' Nikolaev)
4. Alla Pugačëva – Njam-njam (Che bontà) – 3:06 (Margarita Marčukova, Aleksandr Judov)
5. Alla Pugačëva – Čao – 3:11 (Alla Pugačëva, Aleksandr Alov)
6. Alla Pugačëva – Pridumaj čto-nibud' (Inventa qualcosa) – 2:47 (Valerij Zujkov)
7. Alla Pugačëva – Meždu letom i zimoj (Tra l'estate e l'inverno) – 3:16 (Alla Pugačëva, Boris Vachnjuk)
8. Alla Pugačëva – Vstreča v puti (Incontro lungo il cammino) – 4:38 (Andrej Ivanov, Dmitrij Rubin)

Durata totale: 29:58

## Classifiche

### Classifiche di fine anno
| Classifica (1992) | Posizione |
| ----------------- | --------- |
| Russia            | 4         |